# Living It Up
Living it Up is een Amerikaanse film van Paramount Pictures uit 1954, onder regie van Norman Taurog en met Dean Martin en Jerry Lewis in de hoofdrollen.

## Verhaal
Homer Flagg is een spoorwegmedewerker in het kleine plaatsje Desert Hole in New Mexico. Hij droomt ervan om ooit New York te kunnen bezoeken. Op een dag vindt hij een verlaten auto op een voormalig nucleair testterrein. Hij neem de auto mee, maar vergeet rekening te houden met het feit dat het gebied, en de auto, mogelijk radioactief besmet zijn. Al snel wordt hij ziek. Dokter Steve Harris, een goede vriend van Flagg, constateert acute stralingsvergiftiging. Flagg heeft volgens hem nog maar drie weken te leven.
Wally Cook, een journalist van een New Yorkse krant, hoort over Flaggs ziekte, en overtuigt haar baas Oliver Stone ervan om Homer zijn droomreis naar New York te geven voor hij sterft. Ondertussen ontdekt Harris dat hij een fout heeft gemaakt: Flaggs ziekte is een gewone aandoening die geheel zal genezen, en geen stralingsvergiftiging. Flagg wil zijn reis naar New York echter niet opgeven nu hij zo dichtbij is, en smeekt Harris om dit nieuws voor zich te houden. Flagg maakt daarom iedereen wijs dat alleen hij Flagg de benodigde medische zorg kan geven voor zijn “ziekte”, en daarom met hem mee moet naar New York.
In New York wordt Flagg als beroemdheid onthaald. Iedereen volgt uitgebreid zijn reisverslag dat door Cook wordt gepubliceerd. Flagg maakt zelfs plannen om met Cook te trouwen, ondanks dat zij meer voelt voor Harris. Ondertussen kan Stone niet wachten tot Flagg sterft, daar dit hele reisje zijn krant handenvol geld kost. Hij huurt uiteindelijk zelf drie artsen in om Flagg te onderzoeken. Zo komt al snel aan het licht dat Flagg helemaal niet ziek is.
Om te ontsnappen aan de situatie waarin hij is beland, zet Flagg zijn eigen dood in scène. Cook trouwt met Harris, waarna Harris en Flagg in New York aan het werk gaan als stratenvegers.

## Rolverdeling
| Acteur        | Personage           |
| ------------- | ------------------- |
| Dean Martin   | Steve Harris        |
| Jerry Lewis   | Homer Flagg         |
| Janet Leigh   | Wally Cook          |
| Edward Arnold | The Mayor           |
| Fred Clark    | Oliver Stone        |
| Sheree North  | Jitterbug Dancer    |
| Sammy White   | Waiter              |
| Sig Ruman     | Dr. Emile Egelhofer |
| Richard Loo   | Dr. Lee             |

## Achtergrond
De film werd geproduceerd door Paul Jones, gebaseerd op een scenario van Jack Rose en Melville Shavelson. Dit scenario was weer gebaseerd op het toneelstuk Hazel Flagg van Ben Hecht, wat op zijn beurt weer was gebaseerd op het verhaal Letter to the Editor door James H. Street. Dit verhaal was al eerder verfilmd door Paramount in 1937, onder de titel Nothing Sacred. “Living It Up” is een remake van deze film.
De opnames van de film vonden plaats van 19 oktober tot 18 december 1953. Sig Ruman, die de rol van Dr. Emil Eggelhoffer vertolkt, speelde deze zelfde rol ook in de film Nothing Sacred.